# شمس‌آباد (زابلی)
شمس‌آباد یا کلان سورک روستایی در دهستان زابلی بخش مرکزی شهرستان مهرستان استان سیستان و بلوچستان ایران است.

## جمعیت
بر پایه سرشماری عمومی نفوس و مسکن در سال ۱۳۹۵ جمعیت این روستا ۴۴ نفر (۱۱خانوار) بوده‌است.